# 伯奈
伯奈（法語：Benais，法語發音：[bənɛ]）是法国安德尔-卢瓦尔省的一个市镇，位于该省西部，属于希农区。

## 地理
伯奈（47°17'47"N, 0°12'52"E）面积20.08 平方千米，位于法国中央-卢瓦尔河谷大区安德尔-卢瓦尔省，该省份为法国中西部省份，北起萨尔特省、东北接卢瓦-谢尔省，东南接安德尔省，南至维埃纳省，西临曼恩-卢瓦尔省。
与伯奈接壤的市镇（或旧市镇、城区）包括：布尔格伊、孔坦瓦尔、雷斯蒂涅。

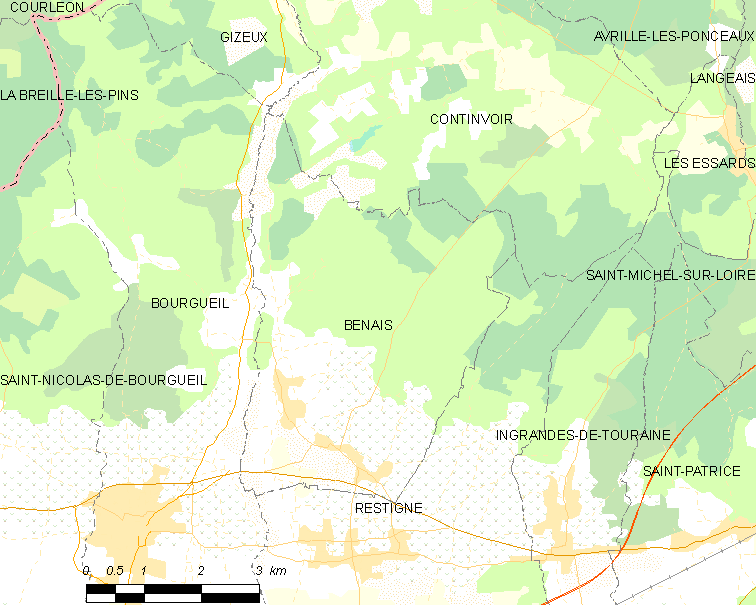
伯奈的OSM定位图

伯奈的时区为UTC+01:00、UTC+02:00（夏令时）。

## 行政
伯奈的邮政编码为37140，INSEE市镇编码为37024。

## 政治
伯奈所属的省级选区为朗热县。

## 人口

1962-2008年间伯奈人口变化图示

伯奈于2022年1月1日时的人口数量为948人。